# Ștefan Stoica
Ștefan Stoica (ur. 23 czerwca 1967 w Negoiești) – rumuński piłkarz, grający na pozycji napastnika, i trener piłkarski.

## Kariera piłkarska

### Kariera klubowa
Jest wychowankiem Universitatei Craiova, z którą w 1987 roku zadebiutował w Divizii A. Występował w tym klubie przez pięć lat, ale nie zawsze miał miejsce w pierwszej jedenastce. Po zdobyciu w sezonie 1990–1991 tytułu mistrza Rumunii przeniósł się do cypryjskiego AEL-u Larisa. Później grał jeszcze w greckim PAE Weria, krótko w Steaule Bukareszt i drugoligowym Electroputere Craiova, w którym w 2000 roku zakończył karierę.

### Kariera reprezentacyjna
W reprezentacji Rumunii rozegrał 2 mecze, oba w 1990 roku.

## Kariera trenerska
Po zakończeniu kariery piłkarskiej rozpoczął pracę szkoleniową. We wrześniu 2006 roku został trenerem Universitatei Craiova. Od 21 września 2015 pełnił obowiązki głównego trenera mołdawskiej reprezentacji narodowej.

## Sukcesy piłkarskie
- mistrzostwo Rumunii 1991, wicemistrzostwo Rumunii 1995 i Puchar Rumunii 1991 z Universitateą Craiova